# مايكل أبيتبول
مايكل أبيتبول (بالفرنسية: Michaël Abiteboul)‏
```
هو 
ممثل
 
فرنسي
، ولد في 
فرنسا
.
[
1
]
[
2
]
[
3
]
```

## أعمال

### أفلام
- (2003) الوقت الذئب[4]
- (2010) شوكة جميلة

## وصلات خارجية
- مايكل أبيتبول على موقع IMDb (الإنجليزية)
- مايكل أبيتبول على موقع قاعدة بيانات الأفلام العربية
- مايكل أبيتبول على موقع ألو سيني (الفرنسية)
- مايكل أبيتبول على موقع أول موفي (الإنجليزية)
- مايكل أبيتبول على موقع قاعدة بيانات الأفلام السويدية (السويدية)
- مايكل أبيتبول على موقع قاعدة بيانات الفيلم (الإنجليزية)
- مايكل أبيتبول على موقع كينوبويسك (الروسية)